# Institut Max-Planck de biologie
L'Institut Max-Planck de biologie (en allemand  Max–Planck–Institut für Biologie, abrégé en  MPI EB) est un  institut de recherche sous la tutelle de la Société Max-Planck pour le développement des sciences (MPG) qui a son siège à Tübingen. L'Institut mène des recherches fondamentales principalement en science de la nature dans les domaines de biologie du développement, biochimie, génétique, biologie de l'évolution et biologie moléculaire.

## Histoire d l'institut
L'institut actuel remonte à la fondation d'une Arbeitsgemeinschaft pour la biochimie et la biologie pour la recherche sur les virus de la Société Kaiser-Wilhelm  à Berlin-Dahlem en 1937. Ce laboratoire devient centre de recherche sur les virus en 1941, transféré à Tübingen en 1943 et transformé en 1945 en Département de recherche sur les virus à l'Institut de biochimie Kaiser Wilhelm de Tübingen.
Après la fondation de la Société Max-Planck comme organisation succédant à la Société Kaiser-Wilhelm en 1948, un Institut Max Planck pour la recherche sur les virus est créé en 1954 à partir du Département de recherche sur les virus. En 1984, l'Institut est renommé Institut de biologie développementale. Il est renommé Institut de biologie en décembre 2022. Les départements de recherche ont été remodelés à plusieurs reprises.

## Recherche
Les thèmes de recherche sont organisés comme suit :
- Évolution des protéines 
 Cette section étudie l'évolution (biologie) des protéines depuis la préhistoire jusqu'à nos jours. On suppose que les premiers ancêtres des protéines actuelles étaient des peptides courts et non repliés, qui servaient comme cofacteurs dans un monde primitif à base d'ARN. À partir de ce groupe de peptides préhistoriques, des protéines de plus en plus complexes se sont développées par répétition, fusion cellulaire et acide désoxyribonucléique recombinant.
De plus, cette section traite de l'arbre généalogique des protéines. Comme les protéines (ou leurs gènes) ne sont pas plus étroitement liées à un organisme que ce dernier ne l'est à son écosystème, il arrive sans cesse que des protéines colonisent de nouveaux organismes ou soient déplacées dans leur organisme d'origine par d'autres protéines.
- Biochimie
La section  Biochimie traite des mécanismes de la modification post-transcriptionnelle de l'expression génétique, avec l'accent mis sur la biologie de l'ARN. À cette fin, une approche interdisciplinaire est utilisée, qui combine la biochimie et la bio-informatique avec la biologie structurale, la biologie moléculaire et la biologie cellulaire.
- Génétique
Depuis le 1er novembre 2014, c'est Christiane Nüsslein-Volhard, lauréate du prix Nobel, qui dirige le groupe de travail  Colour pattern formation. Auparavant elle était, de 1985 jusqu'à son éméritat en 2014, la directrice de la section de génétique.
- Biologie de l'évolution
Ce domain traite de l'analyse génétique et moléculaire de l'évolution des processus de développement chez des  nematodes  vivant en liberté. Chez les nématodes, les processus de développement peuvent être analysés non seulement sur le plan génétique et moléculaire, mais aussi au niveau cellulaire. La comparaison évolutive de l'organisme modèle Caenorhabditis elegans et de l'organisme satellite étudié Pristionchus pacificus permet de comprendre l'altération des unités cellulaires, génétiques et moléculaires.
- Biologie moléculaire
Un objectif à long terme de ce groupe est l'étude les variations dans les caractéristiques adaptatives. Pour cela, il faut identifier les gènes présents dans les plantes et les animaux sauvages qui créent la diversité phénotypique. La prochaine étape consistera à combiner les connaissances sur les conséquences adaptatives des caractères variables avec une compréhension mécaniste des réseaux génétiques. Cela devrait permettre d'identifier des allèles fonctionnellement divergents de gènes importants dans des populations de plantes et d'animaux sauvages sur la base de l'analyse de séquences d'ADN.

## Collections de souches
- Drosophila
 La collection de souches contient environ 1 700 lignées, dont la plupart sont des mutantes.
- Poisson-zèbre
 La collection de souches de poissons-zèbre contient environ 400 lignées de poissons-zèbre mutants.

## International Max Planck Research School (IMPRS)
L'Institut est membre participant de l'école International Max Planck Research School from Molecules to Organisms. L'école IMPRS est une graduate school aux enseignements dispensés en anglais, et qui permet une préparation structurée d'une thèse de doctorat. D'autres partenaires sont, dans ce cadre, le Friedrich-Miescher-Laboratorium (de) à Tübingen, et plusieurs instituts de l'université Eberhard Karl de Tübingen,.